# Quantitative Textanalyse
Quantitative Textanalyse ist ein Ansatz, latenten Strukturen und Prozessen in Texten auf die Spur zu kommen. Mit „latent“ sind solche Phänomene gemeint, die nicht unmittelbar an der Oberfläche, an den grammatischen oder lexikalischen Formen eines Textes gewonnen werden können.

## Aufgabe der quantitativen Textanalyse
Statistische Auswertungen stützen sich bei ihren Analysen oft auf möglichst große Datenmengen (Textkorpora, Wörterbücher), um auch möglichst triftige Ergebnisse zu erzielen. In der quantitativen Textanalyse wird dagegen die Einheitlichkeit/Geschlossenheit einzelner Texte in den Vordergrund des Interesses gerückt. Große Datenmengen haben womöglich den Vorteil, repräsentativ zu sein; die Individualität eines in sich geschlossenen Textes kommt dabei aber nicht in den Blick.
Bei der quantitativen Textanalyse geht es darum, latente, einem Einzeltext zugrundeliegende Phänomene aufzudecken; das heißt, es geht laut Altmann (1988, 3) um
- die „Charakterisierung von Texten mit Hilfe von Kenngrößen“,
- den „Vergleich von Texten aufgrund ihrer Charakteristiken und darauf folgende Klassifikation der Texte“,
- die „Erforschung von Gesetzen, die die Konstruktion von Texten steuern“, sowie den Aufbau einer darauf aufbauenden „Theorie der Texte“.[2]

## Ein Beispiel
Als Beispiel diene die Untersuchung von Wortarten in einem Text: In einem Beitrag von Ziegler, Best & Altmann geht es einerseits um die Erhebung, mit welcher Häufigkeit die einzelnen Wortarten in einem bestimmten Text vorkommen und darum, ob die dadurch gewonnene Häufigkeitsverteilung einem Verteilungsgesetz folgt. Ein weiterer Aspekt besteht in der Frage, wie im Verlauf des Textes die einzelnen Wortarten zunehmen, bis am Ende des Textes die eben erwähnte Häufigkeitsverteilung zustande gekommen ist. Man kann dann feststellen, dass jede Wortart sich in ihrer Zunahme auf eine spezifische, von jeder anderen verschiedene Weise verhält. Ein dritter Aspekt ist die wechselseitige Interaktion der Wortarten untereinander. Es handelt sich damit schon bei den Wortarten um mehrere latente Phänomene eines Textes.

## Perspektive
Wortarten sind aber nur ein kleiner Teil der sprachlichen Phänomene eines Textes. Man kann Einheiten und Klassen von Einheiten auf allen sprachlichen Ebenen eines Textes statistisch erheben (Silbentypen, Satztypen, Types, Tokens, erstes Auftreten von Wörtern und vieles andere mehr). Als nächste Untersuchungsebene ist das Problem anzugehen, was die Ergebnisse zu einem Phänomen mit denen eines anderen zu tun haben. Eine Reihe einschlägiger Erfahrungen wurden unter dem Konzept der linguistischen Synergetik bereits gemacht und können auch auf Textebene angewendet werden. Nicht nur Einzelphänomene unterliegen Gesetzmäßigkeiten, sondern auch ihre Interaktionen.